# Попов, Геннадий Васильевич
Геннадий Васильевич Попов (31 декабря 1931— 10 апреля 2000) — советский хозяйственный, государственный и политический деятель.

## Биография
Родился в 1931 году в Омске. Член КПСС.
С 1956 года — на хозяйственной, общественной и политической работе. В 1956—1991 гг. — старший инженер, заместитель главного инженера, главный инженер Читинского областного управления сельского хозяйства, инструктор, заместитель заведующего отделом, заведующий отделом Читинского обкома КПСС, инструктор сельскохозяйственного отдела ЦК КПСС, и. о. председателя, председатель Читинского облисполкома.
Избирался депутатом Верховного Совета РСФСР 11-го созыва.
Умер в Москве. Похоронен на Троекуровском кладбище, участок 4.